# دييغو كاستيلو
دييغو كاستيلو (بالإسبانية: Diego Castillo)‏ هو سباح بنمي، ولد في 5 يوليو 1991.

## وصلات خارجية
- دييغو كاستيلو على موقع الاتحاد الدولي للسباحة (الإنجليزية)
- دييغو كاستيلو على موقع SwimRankings.net (الإنجليزية)
- دييغو كاستيلو على موقع اللجنة الأولمبية الدولية (الإنجليزية)
- دييغو كاستيلو على موقع أوليمبيديا (الإنجليزية)